# هویت‌اندیشان و میراث فکری احمد فردید
هویت‌اندیشان و میراث فکری احمد فردید کتابی از محمدمنصور هاشمی است که در سال ۱۳۸۳ از سوی انتشارات کویر منتشر شد. این کتاب برای اولین بار گزارشی مفصل از آثار و افکار احمد فردید ارائه می‌دهد.
هاشمی کتاب دین‌اندیشان متجدد: روشنفکری دینی از شریعتی تا ملکیان را به‌عنوان تکمله‌ای بر این کتاب نوشته‌است.

## محتوا
کتاب از شش فصل، یک ضمیمه کوتاه و دو پیوست تشکیل می‌شود. هاشمی در این کتاب ضمن تشریح اندیشه‌های کسانی مثل جلال آل احمد، احسان نراقی، رضا داوری اردکانی، داریوش آشوری، داریوش شایگان و سیدجواد طباطبایی، اندیشه‌های این افراد را در نسبت با تفکرات احمد فردید بررسی کرده‌است.

## نقد
بهاءالدین خرمشاهی مقاله‌ای تحت‌عنوان «گنگ خوابدیده و شعبده کلمات» در نشریه نگاه نو راجع به این کتاب منتشر کرد.
یادداشت‌هایی هم از حمیدرضا ابک و محمد حسین صدیق یزدچی در روزنامه شرق و سید حسام فروزان در روزنامه همشهری منتشر شد.
نقد مفصلی به قلم رضازاده محمدی بر این کتاب در نشریهٔ سوره منتشر شد. محمدی در این نقد می‌نویسد: «در نقل قولها از آثار نویسندگان مورد بررسی گاه دست به گزینشهای خاص زده می‌شود بدان گونه که تأثیر مباحث سیاسی روزنامه‌ای سالهای اخیر در آن دیده می‌شود.» او با اشاره به بخشی از کتاب که راجع به جلال آل احمد است، آن را اگر نه توهین‌آمیز دارای «لحن تندتر و تب‌آلودتری» می‌داند.
محمد آسیابانی دربارهٔ این کتاب می‌گوید: «کتاب بسیار خوبی در این زمینه است که بدون غرض ورزی تفکرات مرحوم فردید را تحلیل کرده و با مطالعه آن می‌توان به یک چهره واقعی از فردید دست یافت.»